# Weistrach
Weistrach osztrák község Alsó-Ausztria Amstetteni járásában. 2023 januárjában 2348 lakosa volt.

## Elhelyezkedése

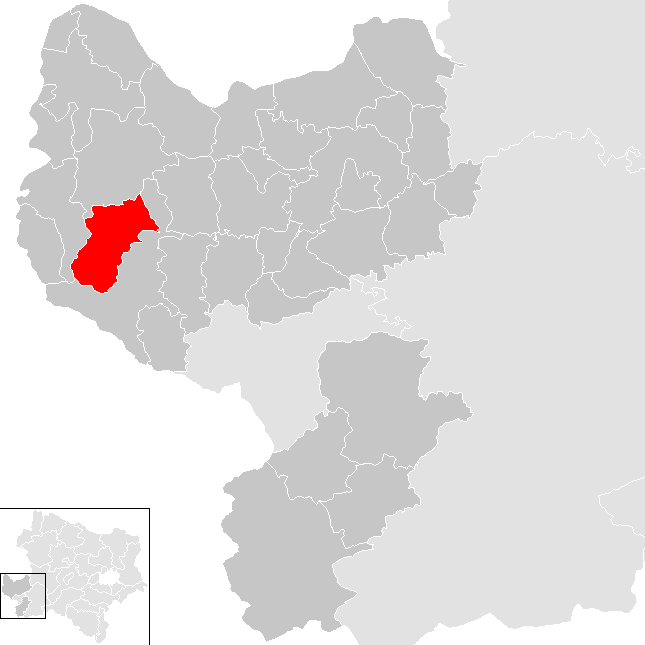
Weistrach az Amstetteni járásban

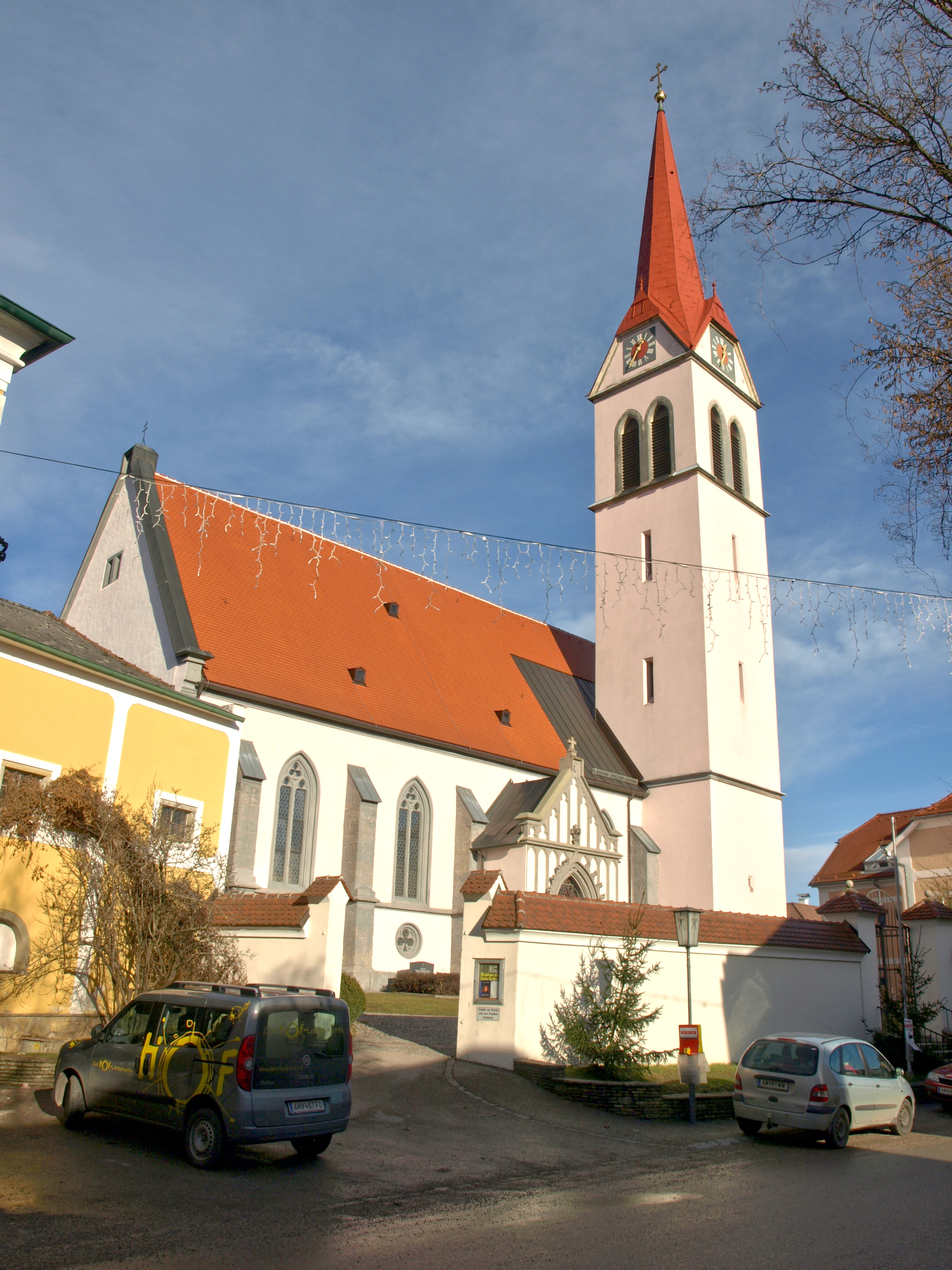
A Szt. István-plébániatemplom

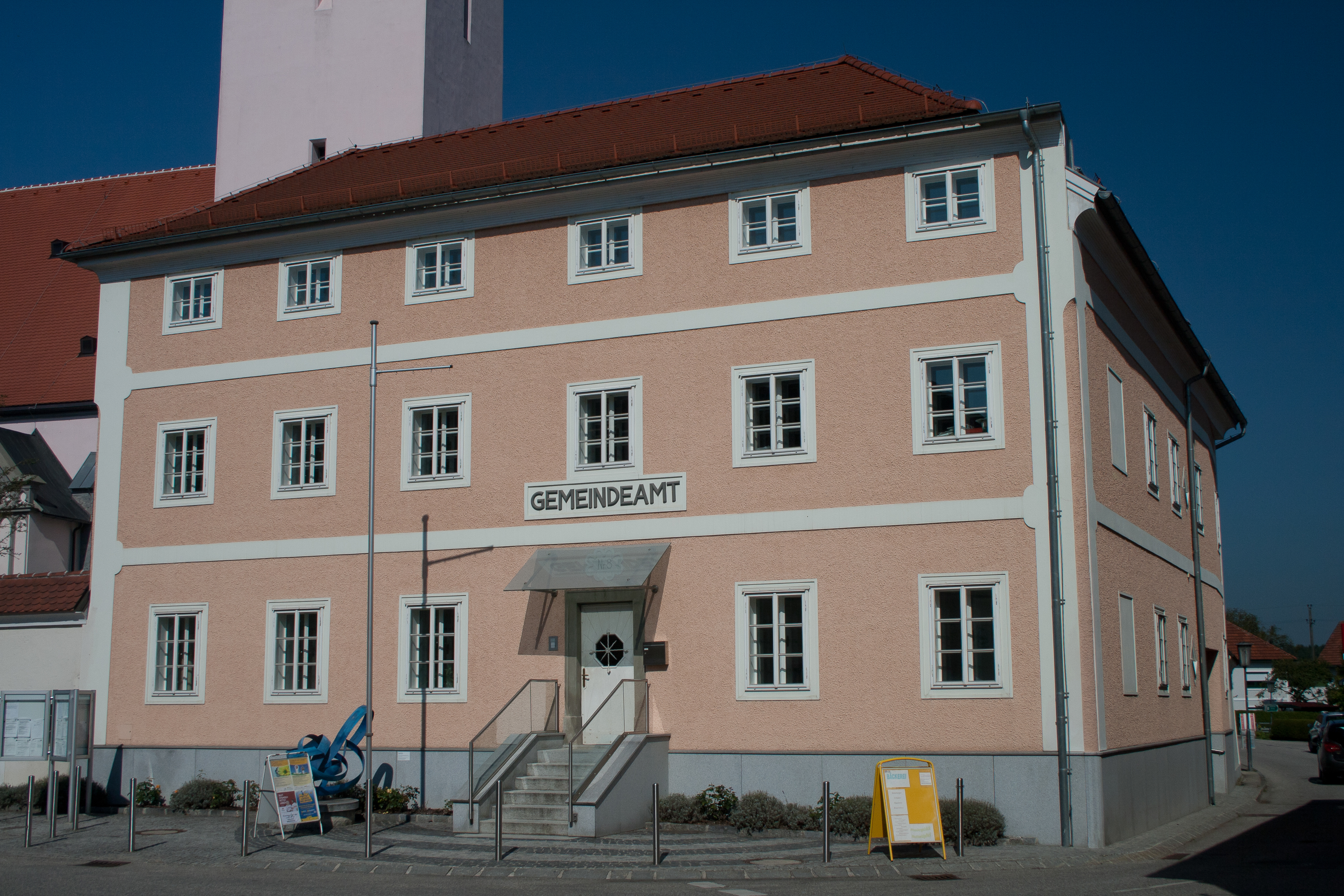
A községháza

Weistrach a tartomány Mostviertel régiójában fekszik, a Weistrachbach folyó mentén. Legmagasabb pontja a 750 méteres Plattenberg. Területének 16,8%-a erdő, 75,9% áll mezőgazdasági művelés alatt. Az önkormányzat 6 katasztrális községből áll: Grub, Hartlmühl, Holzschachen, Rohrbach, Schwaig és Weistrach.
A környező önkormányzatok: északra Haag, délkeletre Sankt Peter in der Au, nyugatra Haidershofen.

## Története
Weistrachot 1100 körül említik először, amikor akkori birtokosa, egy bizonyos Gisela VI. Ottokár steyri őrgróf hozzájárulásával az akkor alapított garsteni bencés kolostornak adományozta. Első ismert nevű papja Gundelbertus de Wiztra volt, aki 1151-ben hitelesített egy okmányt. A Rohrbach váráról elnevezett nemesi család 1348-ban jelent meg először. 1397-ben, amikor Steyrben inkvizíciós törvényszéket hívtak össze a valdensek ellen, két weistrach parasztot is elítéltek, akiknek vezeklésként nyolc évig eretnekkeresztet kellett viselniük. Egyiküknek visszaesőnek bizonyult, ezért máglyán égették meg. 1487-ben Mátyás magyar király csapatai hosszú ostrom után elfoglalták Rohrbach várát.
A falu 16. század elején épült temploma a késő gótikus építészet egyik jelentős ausztriai példája. Bécs második török ostromakor a települést nem érték el a török portyázók, de 1679-ben és 1713-ban 60 lakos esett áldozatául a pestisjárványnak. A napóleoni háborúk idején, 1800-ban, 1805-ben és 1809-ben francia csapatok vonultak át a településen, ahol rendszereren rekviráltak és fosztogattak.
1838-ban csak 17 házat számláltak össze Weistrachban, ahol 20 család élt. Jószágállományuk 9 lóból, 6 ökörből, 44 tehénből, 4 kecskéből, 5 juhból és 50 disznóból állt. Weistrach községi önkormányzata 1860-ban alakult meg.

## Lakosság
A weistrachi önkormányzat területén 2023 januárjában 2348 fő élt. A lakosságszám 1951 óta enyhén gyarapodó tendenciát mutat. 2020-ban az ittlakók 98%-a volt osztrák állampolgár; a külföldiek közül 0,6% a régi (2004 előtti), 1% az új EU-tagállamokból érkezett. 0,1% az egykori Jugoszlávia (Szlovénia és Horvátország nélkül) vagy Törökország, 0,3% egyéb országok polgára volt. 2001-ben a lakosok 97,4%-a római katolikusnak, 1% pedig felekezeten kívülinek vallotta magát. Ugyanekkor a legnagyobb nemzetiségi csoportot a németeken kívül (98,9%) a törökök alkották 0,2%-kal (5 fő).
A népesség változása:

| 2016 | 2 198 |
| 2018 | 2 216 |

## Látnivalók
- a rohrbachi kastély
- a Szt. István-plébániatemplom
- az Elisabethwarte kilátó

## Fordítás
- Ez a szócikk részben vagy egészben  a   Weistrach című német Wikipédia-szócikk ezen változatának fordításán alapul.  Az eredeti cikk szerkesztőit annak laptörténete sorolja fel. Ez a jelzés csupán a megfogalmazás eredetét és a szerzői jogokat jelzi, nem szolgál a cikkben szereplő információk forrásmegjelöléseként.